# Out of the Silent Planet
Singles de Iron Maiden
The Wicker Man
(2000) Run to the Hills
(2002)
Out of the Silent Planet est une chanson du groupe de heavy metal britannique Iron Maiden, présente sur le 11e album studio du groupe Brave New World sorti en 2000. Elle s'inspire du roman de C. S. Lewis Au-delà de la planète silencieuse, premier tome de sa trilogie cosmique paru en 1938 sous le même titre.